# Trouhans
Trouhans – miejscowość i gmina we Francji, w regionie Burgundia-Franche-Comté, w departamencie Côte-d’Or.
Według danych na rok 1990 gminę zamieszkiwały 674 osoby, a gęstość zaludnienia wynosiła 64 osoby/km² (wśród 2044 gmin Burgundii Trouhans plasuje się na 354. miejscu pod względem liczby ludności, natomiast pod względem powierzchni na miejscu 895.).